# 주산초등학교 (전북)
주산초등학교는 대한민국 전북특별자치도 부안군 주산면 갈촌리에 있는 공립 초등학교이다.

## 학교 연혁
- 1924년 9월 1일 주산공립보통학교(4년제) 개교(설립인가 3월 27일)
- 1938년 4월 1일 주산공립심상소학교로 개칭
- 1941년 4월 1일 주산공립국민학교(6년제)로 개칭
- 1981년 3월 9일 병설유치원 개원
- 1996년 3월 1일 주산초등학교로 개칭
- 1998년 3월 1일 석계분교장 통합
- 1999년 2월 28일 덕림분교장, 동정초등학교 통합
- 2004년 2월 13일 행정동 및 유치원 건물 신축
- 2016년 2월 5일 병설유치원 제35회 졸업(총739명)
- 2016년 2월 12일 제88회 졸업(총7466명)
- 2017년 2월 6일 병설유치원 제36회 졸업(총741명)
- 2017년 2월 7일 제89회 졸업(총7469명)
- 2017년 9월 1일 제34대 채석애 교장 부임

## 학교 상징
- 교화 - 철쭉 : 철쭉과의 낙엽 활엽관목으로 높이는 2~5미터이며, 잎은 어긋나고 거꾸로 된 달걀 모양이다. 꽃은 5월에 피고 연분홍색이며 열매는 10월에 익는다. 관상용이고 한국, 일본, 만주 등지에 분포한다.
- 교목 - 느티나무 : 우리나라 전역에 자생하며 뿌리 깊은 장수목(長壽木)으로 번식력이 강한 나무로 봄이면 가지마다 연두빛 새순이 달리고, 여름이면 짙푸른 녹음으로 그늘을 만들며, 가을이면 황갈색 낙엽이 후두둑 떨어져 가을 정취를 돋운다. 우리 학교 교문 옆 소공원에는 아름드리 느티나무가 있어 오랜 역사를 증명해 주고 있는데, 그 늠름한 기풍과 웅장함을 본 받고 무궁한 번영을 바라는 뜻에서 학교의 교목으로 정하였다.
- 교조 - 까치 : 나라새는 애조사상(愛鳥思想)을 고취하며 민족을 상징한다는데 그 의의가 있다. 까치는 우리 주변을 크게 벗어나지 않고 살아온 친근한 새 가운데 하나이다.

## 참고 자료
- 주산초등학교 - 한국교육학술정보원 학교알리미